# Franc Marolt
Franc Marolt, slovenski glasbenik, * 18. februar 1893, Škocjan pri Turjaku, † 13. februar 1981, Ljubljana. 